# Rodrigo Jokisch
Rodrigo Jokisch (Neumünster, 18 de marzo de 1946) es un sociólogo germano-salvadoreño.

## Selección de libros
- 1980: Determinants of the technological evolution in Europe. Structural models for a better understanding of the process of industrialization between the 17th and the 19th Century. Berlín (Alemania): Technological University of Berlin, 1980 (original en alemán), ISBN 3-7983-0741-5
- 1981: El Salvador, Guatemala and Honduras. Military struggles and political reforms. Rowohlt (en alemán), ISBN 3-499-14736-x
- 1982: To be a man. Crisis and identity of the male in modern society. Rowohlt (en alemán), ISBN 3-499-17500-2
- 1984: Sociology of technology. Suhrkamp (en alemán), ISBN 3-518-27979-3
- 1984: Man and woman. Coming together. Rowohlt (en alemán), ISBN 3-499-17803-6
- 1996: Logic of distinctions. A protologic for a theory of society. Westdeutscher Verlag, 1996 (en alemán), ISBN 3-531-12804-3
- 2002: Methodology of distinctions. Form–Complexity–Self-reference–Observation (original en español). México: Juan Pablos/UNAM, ISBN 970-32-0205-5
- 2017: Hacia Una Sociología Integrativa (with Fernando Castaneda, edit.) UNAM, México (ISBN 978-607-8364-43-5)
- 2017: Religión y Sociedad (with Fernando Castaneda, edit.), UNAM, México (ISBN 978-607-8364-44-2)
- 2020: Zur Beobachtung von Gesellschaft. Auf dem Weg zu einer integrativen Sozialtheorie, Springer VS, ISBN 978-3-531-93106-7

## Selección de artículos
- «The Origin of Modern Biology in the Organological Discourse», en: Roman de Vicente (edit.), Replies from Biological Research, UNESCO und C.S.I.C.: Madrid, 1979, 101-117.
- «Technologischer Wandel in Gesamtdarstellungen. Probleme seiner Strukturierung für die Frühindustrialisierung' (junto con H. Lindner), in: Kölner Zeitschrift für Soziologie und Sozialpsychologie, 1979, Heft 4, 672-688.
- «Probleme der spanischen Wissenschaftsentwicklung. Die Institutionalisierung der spanischen Histologie im 19. Jahrhundert als Beispiel», en: Actes de la société internationale d'histoire de la medicine, Barcelona 1981, 522-529.
- «Kraft und Identität. Überlegungen zur anthropologischen Voraussetzung der neuzeitlichen Wissenschaft», en: Zeitschrift für allgemeine Wissenschaftstheorie 1981, Bd. XII, 250-262.
- «Die nichtintentionalen Effekte menschlicher Handlungen. Ein klassisches soziologisches Problem», en: Kölner Zeitschrift für Soziologie und Sozialpsychologie, 1981, Heft 3, 547-575.
- «Macht - Frauen - Individualität», en: Barbara Schaeffer-Hegel (Hrsg.): Frauen und Macht. Berlín, 1984, 167-182.
- «Die Hoffnungslosigkeit der Besitzlosen», en: Aufbrüche. Die Chronik der Republik, Freimut Duve (Hrsg.), 1986, 433-438.
- «Aphorismen zum Thema Fotografie», en: brennpunkt, Magazin für Fotografie, Heft 3, Berlín, 1989, 10-20.
- «Die Form der Medien. Distinktionstheoretische Beobachtungen», en: Medien Journal 1/1997, Österreich, S. 44-59
- «Technik und Kunst. Distinktionstheoretische Beobachtungen», en: Stefan Weber (Hg.), Was konstruiert Kunst?, Passagen Verlag, Wien, 1999, 83-118
- «Das Konzept des Menschen als Bedingung der Möglichkeit einer Theorie der Gesellschaft – Eine (verspätete) Antwort an Niklas Luhmann'. Spanische Version bereits erschienen: ‘El concepto del hombre como concepto indispensable de las distinciones.’, en: Estudios Políticos, no. 21, 1999, 51-112
- «Zur Beobachtung von Handlung», en: Rainer Mackensen (Hrsg.), Handlung und Umwelt. Beiträge zu einer soziologischen Lokaltheorie, Leske & Budrich, 2000, S. 139-164
- «Wie ist Alltag möglich? Beobachtungen aus einer distinktionstheoretisch reformulierten Theorie der Handlung'. Spanische Version bereits erschienen: ‘Como es posible la ‚vida cotidiana‘ desde el punto de vista de la teoría de la acción social? Apuntes sobre Alfred Schütz y la sociología de la vida cotidiana’, en: Estudios Sociológicos, Vol. XVIII, núm. 54, septiembre-diciembre de 2000, p. 547-554
- «Die Theorie des kommunikativen Handelns von Jürgen Habermas aus der Perspektive der Distinktionstheorie'. Teile enthalten in: ‘Apuntes sobre la teoría de la acción comunicativa de Jürgen Habermas, desde el punto de vista de la teoría de las distinciones, en: Estudios Políticos, núm. 24, mayo-agosto de 2000, p. 81-128
- «Über den politischen, den erzieherischen und den akademischen Diskurs. Ähnlichkeiten und Differenzen'. Spanische Version bereits erschienen in: ‘Reflexiones sobre el problema de la autonomía de los discursos universitarios, en: acta sociológica, nr. 31, 2001, p. 185-198
- «Die Frankfurter Schule und die Kritische Theorie – zwei verschiedene Konzepte'. Spanische Version bereits erschienen in: `La escuela de Frankfurt y la ‘teoría crítica’. Apuntes metodológicos`, en acta sociológica, no. 33, pp. 11-24, 2001
- «Problems with Theory-Construction of Grand Theories: Niklas Luhmann’s Theory of Social Systems - an Example», en: SysteMéxico, TEC de Monterrey, México D.F., Special Edition: The Autopoietic Turn: Luhmann’s Re-conceptualisation of the Social, p. 16-22, 2001
- «Über die Funktion des wissenschaftlichen Wissens in der Gesellschaft'. Spanische Version bereits erschienen in: ‘La función del conocimiento científico y social’, en: Diversidad Cultural, Política y Economía en un mundo global, edit. UNAM-FCPS, 2001 pp. 155-158 (ISBN 968-36-9500-0).
- «Zygmunt Bauman und das Konzept der Ambivalenz aus der Perspektive einer Methodologie der Distinktionen'. Spanische Version bereits erschienen in: Zygmunt Bauman: la ambivalencia y la metodología de las distinciones, en: acta sociológica, no. 35, pp. 15-30, 2002
- «Handlungstheorie, Pragmatismus und instrumentalistische Theorie der Wahrheit'. Spanische Version bereits erschienen in: Observando la acción social. Apuntes desde el punto de vista de la metodología de las distinciones y desde una teoría operativa-culturalista de la sociedad en: Castañeda, Fernando “Instantáneas de la Acción” pp. 73 a 148, Ed. UNAM-FCPyS-JuanPablos, ISBN 970-32-0206-3, México, 2002
- «Methodologie der Distinktionen und vorbereitende Bemerkungen zu einer Methodologie rationaler Diskurse – Fragen und Antworten'. Spanische Version bereits erschienen in: Metodología de las distinciones y apuntes preparatorios para una metodología de los discursos racionales Preguntas y respuestas, en: acta sociológica nr. 46, mayo-octubre de 2006 UNAM, pp. 89-115 ISSN 0186-6028
- «Die Gesellschaft, das Recht, die Soziologie und die Theorie der Distinktionen'. Spanische Version bereits erschienen in: La sociedad, la sociología, el derecho y la teoría de las distinciones, en: Arturo Chavez/Angelica Cuellar (edit.). Sociología del Derecho, FCPyS, UNAM, 2006
- «Formen der Kommunikation und Öffentliche Meinung'. Spanische Version bereits erschienen in: Formas de Comunicación y Opinión Pública, en Mexicana de Opinión Pública, UNAM, Vol. 1 n.º 2., octubre de 2006
- «Why Did Luhmann's Social Systems Theory Find So Little Resonance in the United States of America?, in:  Addressing Modernity: Social Theory and U.S. Cultures, Hannes Bergthaller/Carsten Schinko (Edit.), Rodopi, Ámsterdam, 2011, pp. 201-227, ISBN 978-90-420-3257-6